# Aischines von Sphettos
Aischines von Sphettos (altgriechisch Αἰσχίνης Aischínēs, latinisiert Aeschines; * vermutlich zwischen 430 v. Chr. und 420 v. Chr. in Sphettos; † nach 357/356 v. Chr.) war ein griechischer antiker Philosoph und ein Schüler des Sokrates.

## Leben
Aischines’ Lebensdaten sind nur ungefähr bekannt. Seine Familie kam aus dem attischen Demos Sphettos der Phyle Akamantis, der Vater hieß Lysanias. Laut Platon war Aischines 399 v. Chr. unter den Freunden des Sokrates, die dessen letzte Stunden vor seinem Tod mit ihm verbrachten, und dürfte zu diesem Zeitpunkt noch ein ziemlich junger Mann gewesen sein. Nach Sokrates’ Tod begab er sich vermutlich nach Megara. Wie vor ihm die Sokratesschüler Platon und Aristippos von Kyrene hat sich Aischines mindestens einmal eine Zeit lang am Hof des Tyrannen Dionysios II. in Syrakus aufgehalten, auch als dieser 357/356 v. Chr. von dort vertrieben wurde.
Bereits als er ein Schüler von Sokrates wurde, soll Aischines (nach Angaben Diogenes Laertios’ und Senecas) arm gewesen sein. Auch sind Fragmente einer Gegen den Sokratiker Aischines, wegen Schulden betitelten Rede des Lysias erhalten, in denen Aischines als Schuldenmacher angeprangert wird. Er zahle seine Schulden nicht zurück und borge sich Geld mit Begründungen wie der, dass er sich eine Existenz als Hersteller von Parfüm aufbauen wolle. Verschiedene Quellen berichten, dass Aischines’ Umzug an den Hof nach Syrakus seinen Grund in Geldmangel gehabt habe. Den lukrativen Zugang zum Hof verschaffte ihm entweder Platon oder – wahrscheinlicher – der mit ihm befreundete Aristipp von Kyrene (Aischines’ Verhältnis zu Platon wird als distanziert beschrieben).
Diogenes Laertios berichtet, dass Aischines mit dem Verfassen von Gerichtsreden und dem Abhalten von Vorträgen Geld verdient hat.
Als mögliche Schüler Aischines’ wurden ein Aristoteles mit dem Beinamen „der Mythos“ und (bevor dieser durch Platon abgeworben worden sein soll) Xenokrates genannt.

## Werke
Verschiedene antike Autoren haben Aischines insgesamt sieben Dialoge, vier Briefe und eine Gerichtsrede zugeschrieben. Mit Sicherheit später verfasst wurden drei der Briefe (an die Sokratiker Aristippos von Kyrene, Xenophon und Phaidon von Elis). Über den vierten Brief (an Dionysios II.), wie auch über die Gerichtsrede (eine Verteidigungsrede des Vaters des Feldherrn Phaiax) ist nicht mehr bekannt, als dass Diogenes Laertios sie erwähnt.
Dialoge
Von den sieben Dialogen sind nur Fragmente erhalten. Ob sie tatsächlich von Aischines stammen, war bereits in der Antike umstritten, im Allgemeinen wurden sie aber als echt anerkannt. Um eine nach Aischines entstandene und in etlichen antiken Berichten zu findende Legende handelt es sich wohl bei der Behauptung, dass die sieben Dialoge in Wahrheit von Sokrates selbst stammen und von Sokrates’ Frau nach dessen Tod an Aischines übergeben wurden.
- Von den Dialogen Axiochos, Kallias, Rhinon und Telauges ist kaum etwas Sicheres bekannt.[18]
- Im Dialog Miltiades ging es – soviel weiß man – um die Beschaffenheit einer guten Erziehung und die Frage, wer eine solche vermitteln kann. Als Gesprächspartner treten Sokrates, der Politiker Hagnon, der Dichter Euripides und ein nicht weiter bekannter Miltiades (der Sohn eines ebenfalls unbekannten Stesagoras) auf.[18]
- Im Dialog Aspasia soll Sokrates dem reichen Kallias einen Lehrer für dessen Sohn empfehlen, der diesen zu einem tüchtigen Staatsbürger und Politiker machen könne. Sokrates schlägt die berühmte Aspasia vor und begründet dies im Folgenden. Zunächst gibt er Thargelia von Milet und die Perserin Rhodogyne als Beispiele dafür an, dass Frauen bedeutende Politikerinnen und somit Experten auf diesem Gebiet sein können. Dann stellt er die Fähigkeiten Aspasias – deren Schüler auch er, Sokrates, gewesen sei – heraus, die durch Unterricht und Liebe Perikles und Lysikles zu hervorragenden Politikern gemacht habe. Schließlich erzählt er noch von einem Gespräch zwischen Aspasia, Xenophon und dessen Frau. Aspasia soll den beiden klargemacht haben, dass sie den jeweils vortrefflichsten Partner suchen. Um das für den jeweils anderen zu sein, müssen sie nur danach streben der vortrefflichste Mann und die vortrefflichste Frau zu sein. Liebe, so die Lektion dieses Abschnitts, kann ein Bemühen um Vortrefflichkeit (arete) hervorbringen.[19]
- Der Dialog Alkibiades handelt von einem Gespräch des Sokrates mit dem noch jungen späteren Staatsmann Alkibiades. Alkibiades fühlt sich seinen Zeitgenossen und auch den großen Politikern der Vergangenheit überlegen. Im Verlauf des Gesprächs bringt ihn Sokrates allerdings zu der Einsicht, dass große Leistungen nicht so sehr von angeborenen Begabungen abhängen, sondern von Fähigkeiten, die man sich selbst im Lauf der Zeit anzueignen hat. Alkibiades ist bestürzt, bricht in Tränen aus, legt seinen Kopf auf Sokrates’ Knie und meint, dass er sich durch nichts von den Geringsten seiner Mitbürger unterscheidet. So bittet er Sokrates, ihm zur Vortrefflichkeit (arete) zu verhelfen. Gegen Ende resümiert Sokrates, dass er Alkibiades nicht deshalb helfen konnte, weil er im Besitz einer besonderen Kunst (techne) oder eines besonderen Wissens sei, sondern aufgrund göttlicher Fügung und seiner Liebe.[20]